# Gochsen

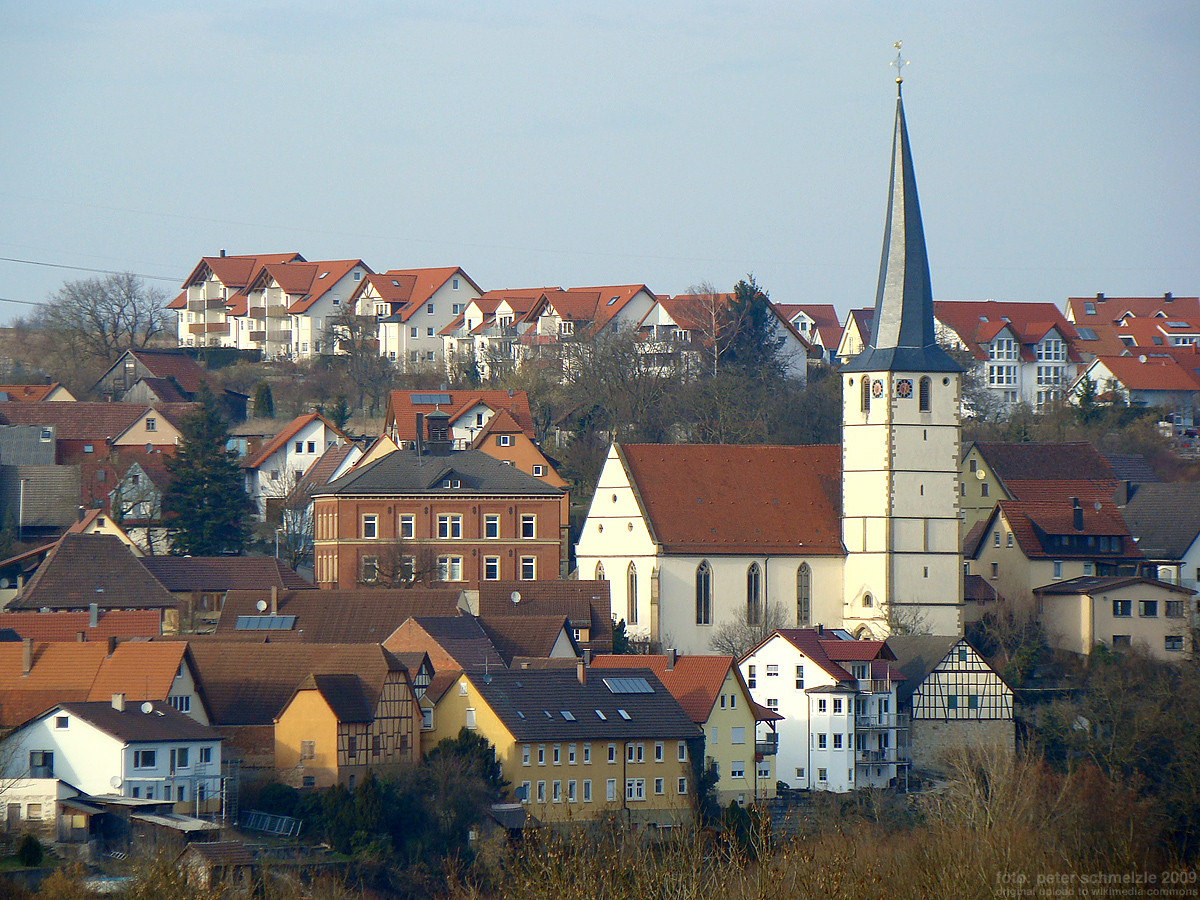
Blick auf Gochsen mit Kirche und Rathaus vom gegenüberliegenden Kocherufer

Gochsen ist ein Ortsteil von Hardthausen am Kocher im Landkreis Heilbronn im nördlichen Baden-Württemberg.

## Geographie

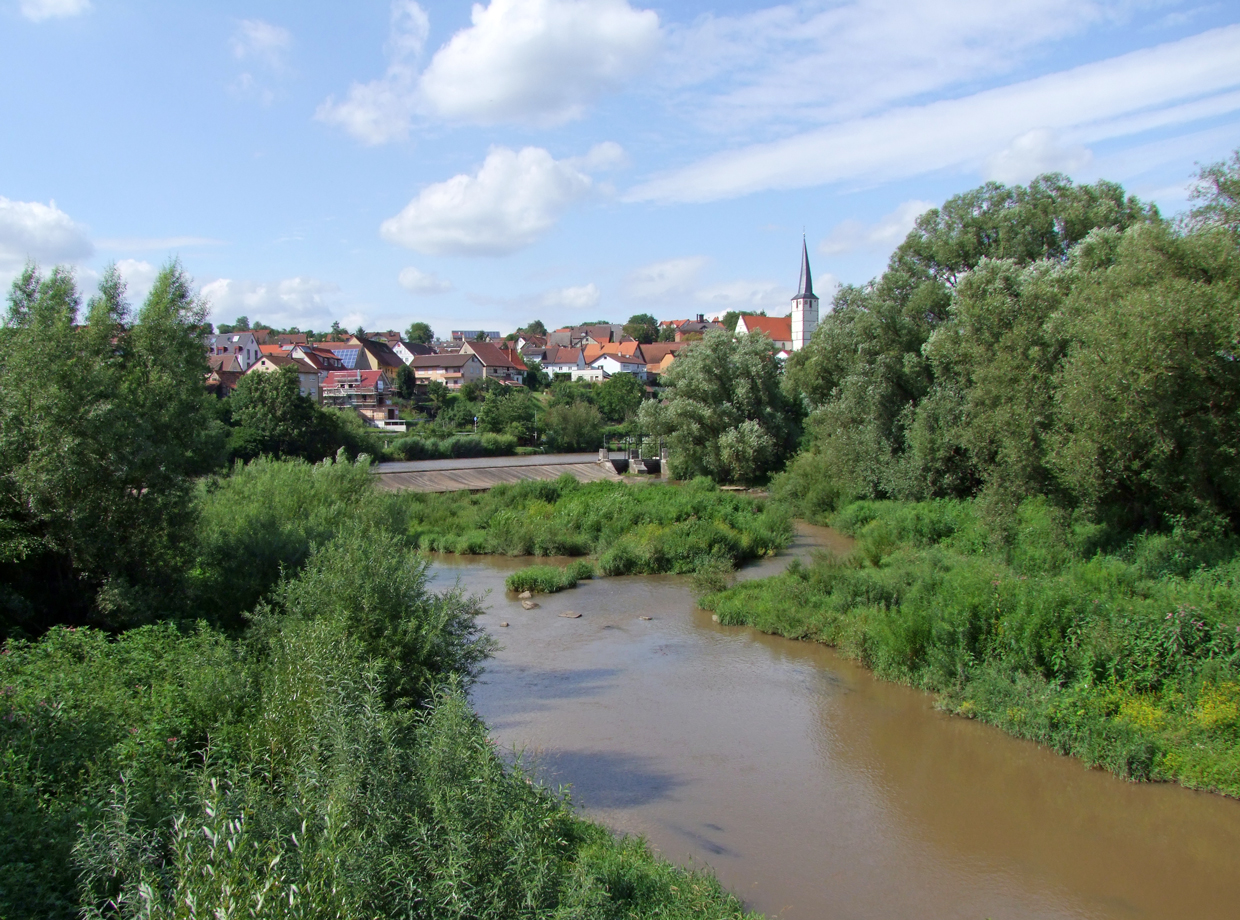
Blick über den Kocher auf Gochsen

Gochsen liegt im Osten des Landkreises Heilbronn im unteren Kochertal am südlichen Rande des Harthäuser Waldes. Westlich des Ortes verläuft die A 81 auf ihrem Teilstück von Heilbronn nach Würzburg.
Zu Gochsen gehören der Hof Haaghof und die Wohnplätze Buchsmühle und Sonnenhof. Ein abgegangener, heute nicht mehr bestehender Ort auf Markung Gochsen ist Treuchtlingen.

## Geschichte
Gochsen wurde erstmals in einer Urkunde Kaiser Ottos III. vom 18. Dezember 996 erwähnt. Der Ort teilt im Wesentlichen die Geschichte des heute ebenfalls zu Hardthausen am Kocher zählenden Ortes Kochersteinsfeld; wie dieses gehörte Gochsen im hohen Mittelalter den Herren von Dürn, später den Herren von Weinsberg und im 15. Jahrhundert der Kurpfalz, bevor der Ort 1504 an Württemberg kam. Mit den Herren von Gosheim, beginnend mit dem im Jahr 1075 erwähnten Udalricus de Cosheim, ist ein Ortsadel in Gochsen nachgewiesen, der jedoch bis zum 16. Jahrhundert bereits erlosch. Im 14. und 15. Jahrhundert hatten außerdem das Kloster Schöntal sowie die Herren von Gemmingen Besitz am Ort. Der Wohnplatz Buchsmühle wurde erstmals 1843 erwähnt und war 1961 unbewohnt.
1939 wurden in Gochsen 759 Einwohner gezählt, Ende 1945 waren es 861. 1961 erfolgte die Bebauung des Wohnplatzes Haaghof. Am 1. Januar 1974 schlossen sich Gochsen und Kochersteinsfeld freiwillig zur neuen Gemeinde Hardthausen am Kocher zusammen. Am 1. Januar 1975 kam durch das Gemeindereformgesetz noch die Gemeinde Lampoldshausen hinzu.
Von 1913 bis 1993 bediente die Untere Kochertalbahn Bad Friedrichshall–Ohrnberg als Privatbahn der Württembergischen Eisenbahn-Gesellschaft (WEG) Gochsen. Die Gleise wurden Anfang 2006 demontiert. Ein Fahrradweg auf der Trasse wurde im Frühjahr 2009 als Teil des Kocher-Jagst-Radwegs offiziell eröffnet.

### Religionen
Gochsen war ursprünglich nach Kochersteinsfeld eingepfarrt. Eine eigene Pfarrei wurde 1315 durch Weinsberger Stiftung errichtet. Aufgrund der Zugehörigkeit zu Württemberg wurde Gochsen im 16. Jahrhundert reformiert. Es besteht eine eigene evangelische Kirchengemeinde im Kirchenbezirk Weinsberg-Neuenstadt der Evangelischen Landeskirche in Württemberg. Für Katholiken, neuapostolische Christen und Zeugen Jehovas gibt es jeweils Gemeinden in Neuenstadt am Kocher.

## Wappen
Die Blasonierung des ehemaligen Wappens von Gochsen lautet: In Silber ein roter Schrägbalken, belegt mit drei herzförmigen goldenen Seerosenblättern („Seeblättern“).

## Sehenswürdigkeiten
In der Ortsmitte bilden das ehemalige Rathaus und die Kirche ein markantes historisches Ensemble am östlichen Ende der historischen Ortsmitte.

### Rat- und Schulhaus
Das ehemalige Rathaus war zugleich auch Schulhaus des Ortes und wurde 1889 erbaut. Später wurde ein pyramidenförmiges Kriegerdenkmal vor dem Gebäude aufgestellt.

### Evangelische Kirche Gochsen
Der Turm der Kirche trägt Bauinschriften aus dem 17. Jahrhundert, sein romanisches Chorturm-Sockelgeschoss aus dem 12. Jahrhundert lässt im Westen noch Giebelansatz und Chorbogen des älteren turmbreiten Langhauses erkennen. Dieser Vorgängerbau wurde, wegen zu geringer Größe für die wachsende Gemeinde, am Ende des 16. Jahrhunderts abgebrochen, da entlang der Turmnordseite von Baumeister Lorentz Schube oder Schübel 1601 ein klassisch-gotischer großer Kirchenneubau in West-Ost-Ausrichtung mit nicht eingezogenem Chor angebaut wurde. Für den neuen großen und hohen Baukörper wurde der dann aufgestockte Turm zum Chorseitenturm, seine Turmkapelle wurde zur Sakristei mit Außenzugang vom alten Chorbogen und Durchgang zum neuen Chor und Schiff. Maßwerkfenster, Chorbogen, Strebepfeiler außen und zwei hohe Säulenpaare für die Dachwerklast und für die weit ins Schiff ragende, steil getreppte Westempore stellten noch spätgotische Elemente dar, die Innengestaltung mit ornamentaler und figürlicher Wandmalerei (1960 freigelegt, restauriert und ergänzt) sowie der Predigtkirchen-Charakter mit der Kanzel am östlichen Südfenster, die 1.000 Sitzplätze einschließlich der zur Kanzel gerichteten Chorbestuhlung entsprachen jedoch der nachreformatorisch-liturgisch geprägten Raumauffassung süddeutscher Renaissance mit Ansätzen zur Querkirche. Die zunächst 1665 im Chor platzierte Orgel wurde 1679 auf die Nordseite gesetzt. Der Neckarsulmer Oberamtsbaumeister Lell erneuerte 1866 die Fenster. Vermutlich hatte er 1878/79 auch die Bauleitung für den vom vielbeschäftigten Architekt Christian Friedrich von Leins neugotisch geplanten völligen Innenumbau mit Entfernen der großen Westempore zugunsten einer Dreiseitenempore mit Holzmaßwerk-Jochen, flacherer und kürzerer Westempore mit Orgel und frei vor dem Chorbogen aufgeständerter Kanzel mit zeitgenössischem Schalldeckelaufbau. Das 20. Jahrhundert brachte 1960 (mit Architekt Johannes Wetzel oder Peter Haag?) eine umfassende Innenrenovierung und Restaurierung, verbunden mit Schließung des Nordportals zur Straße, Beseitigung der neugotischen Fassung von 1879, Reduzierung auf 410 Sitzplätze und Ersatz der hohen Säulen durch vom Dachwerk abgehängte Längs-Unterzüge. Von der historischen Kirchenausstattung sind die romanisch-gotischen Fresken in der Turmkapelle (u. a. Gnadenstuhl und Weltgericht) und die Renaissance-Wandmalerei im Chor (Apostel) und Schiff (Rollwerk und Beschlagwerk) erhalten. Die Künstlerin Gertrud Angelika Wetzel schuf 1960 Teile der Prinzipalien, zum Beispiel den Taufstein mit Deckel.

### Buchsbachtal

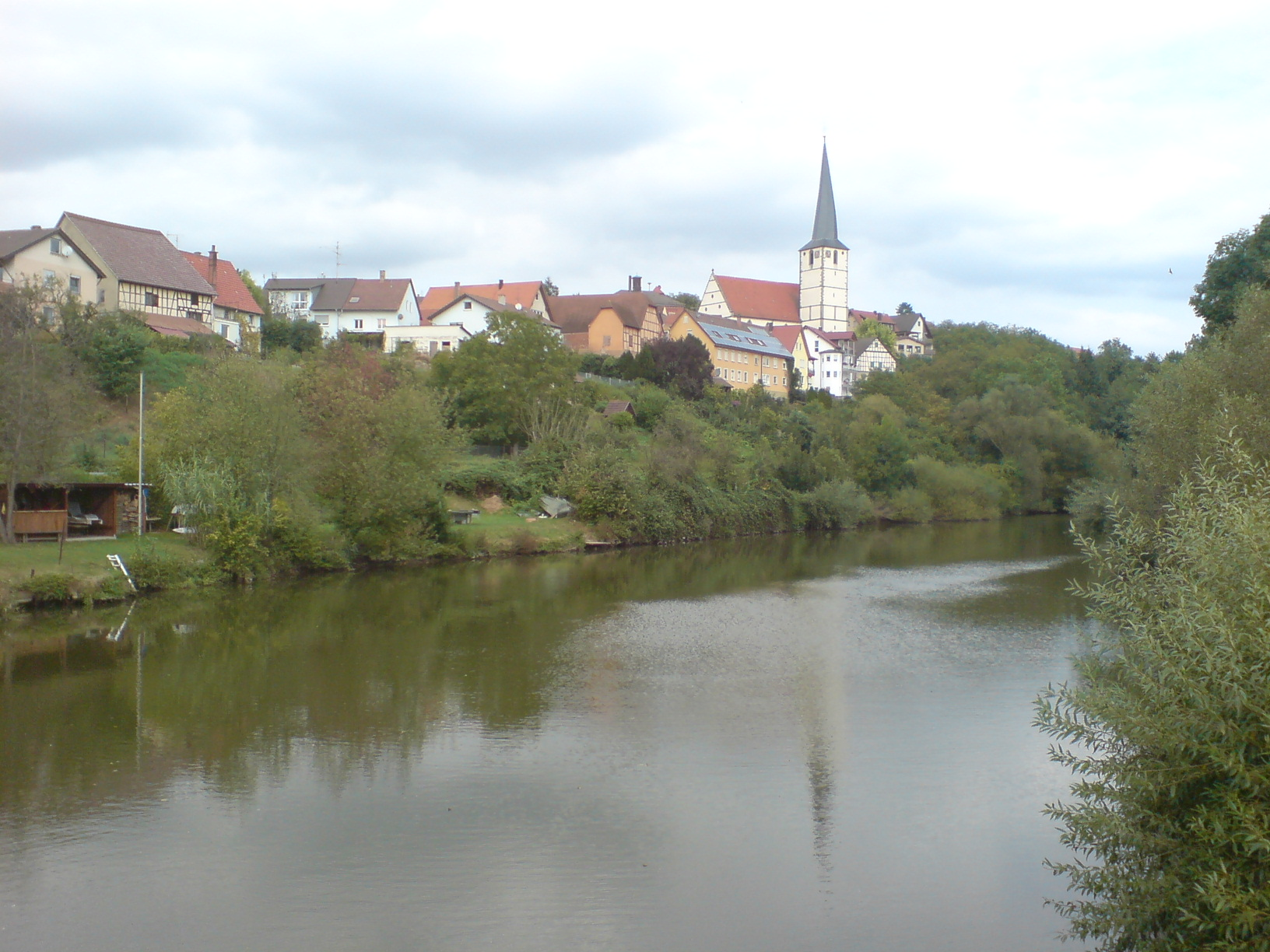
Der Kocher am Gochsener Wehr

Das Buchsbachtal ist ein durch die Begradigung des Kochers im Delta zwischen Altarm und Kanal entstandenes Feuchtbiotop zwischen Gochsen und Kochersteinsfeld, das als Naturdenkmal ausgewiesen ist.

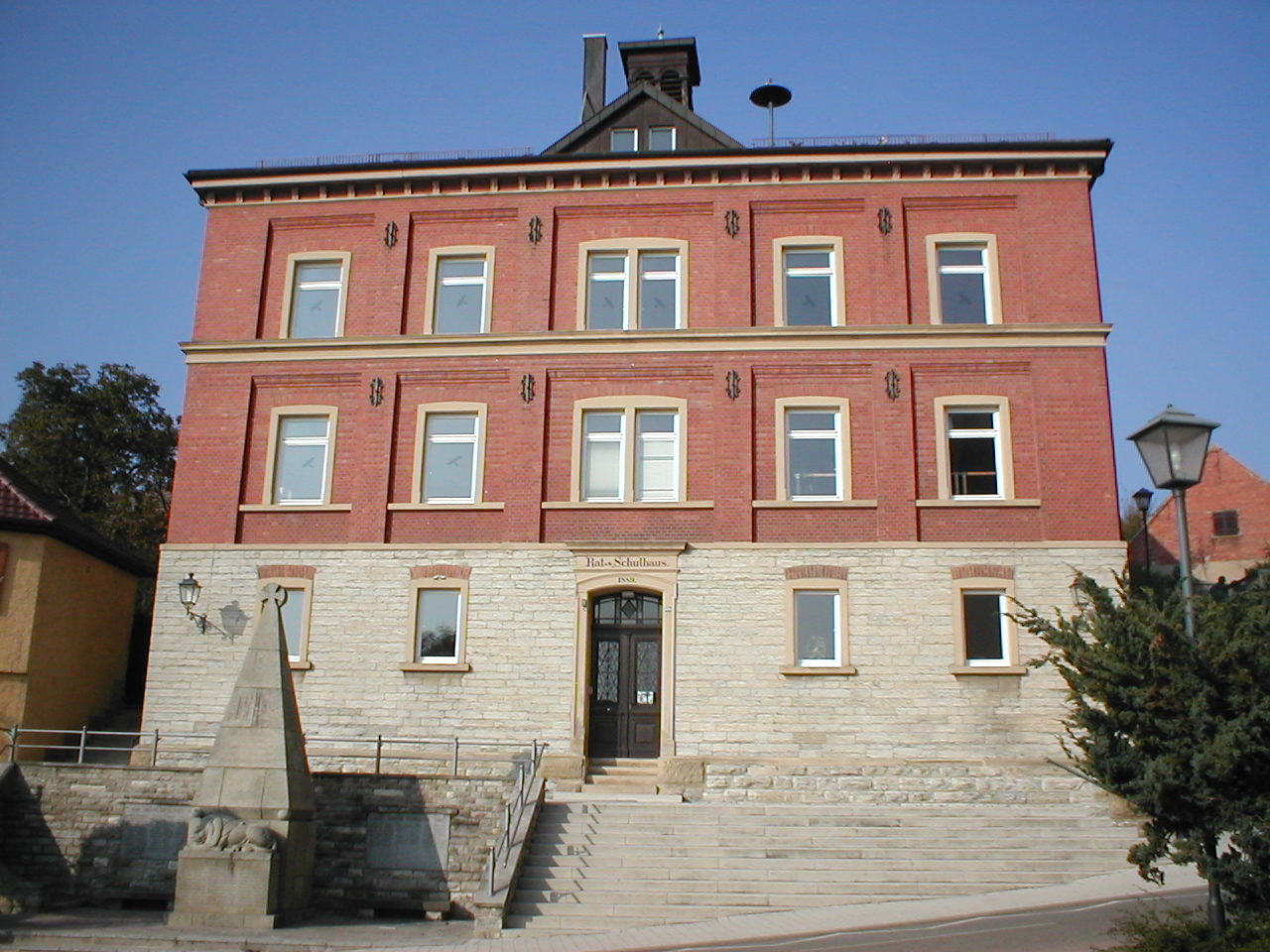
Altes Rat- und Schulhaus
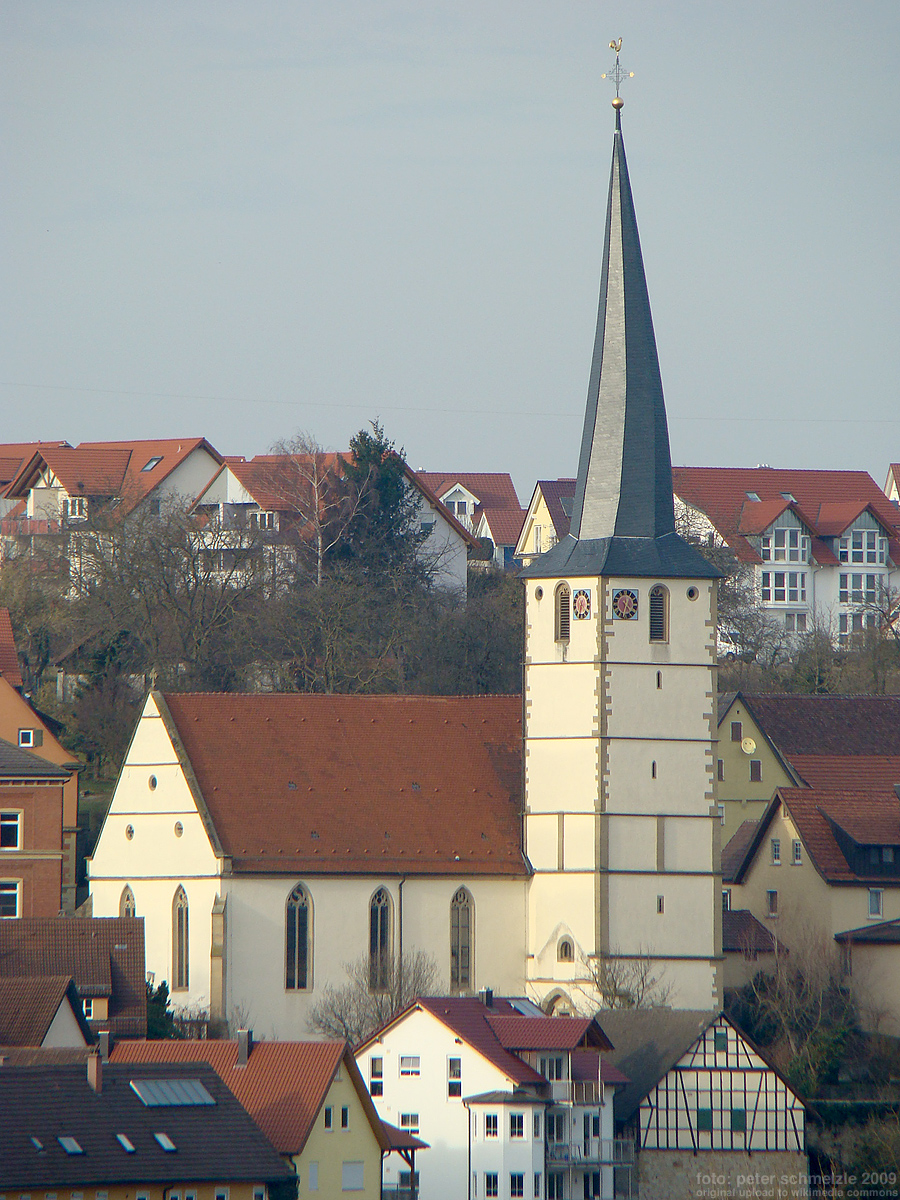
Kirche

## Sport
In Gochsen befindet sich das Sportzentrum Buchsmühle. Neben der neuen Sporthalle Buchsbachtalhalle gibt es dort zwei Fußballplätze sowie einen Tennisplatz.

## Persönlichkeiten
- Gustav Ludwig Klaiber (1829–1912), Verwaltungsjurist
- Wilhelm Vogt (1854–1938), Landwirt und Politiker (Landtags- und Reichstagsabgeordneter)
- Karl Vogt (1883–1952), Sohn Wilhelm Vogts, Landwirt und Politiker, MdL (CDU)